# Дерптский конноегерский полк
Дерптский конноегерский полк (до 1812 года — Дерптский драгунский полк) — кавалерийская воинская часть Русской императорской армии, сформированная в 1806 году и упразднённая в 1833 году.

## История

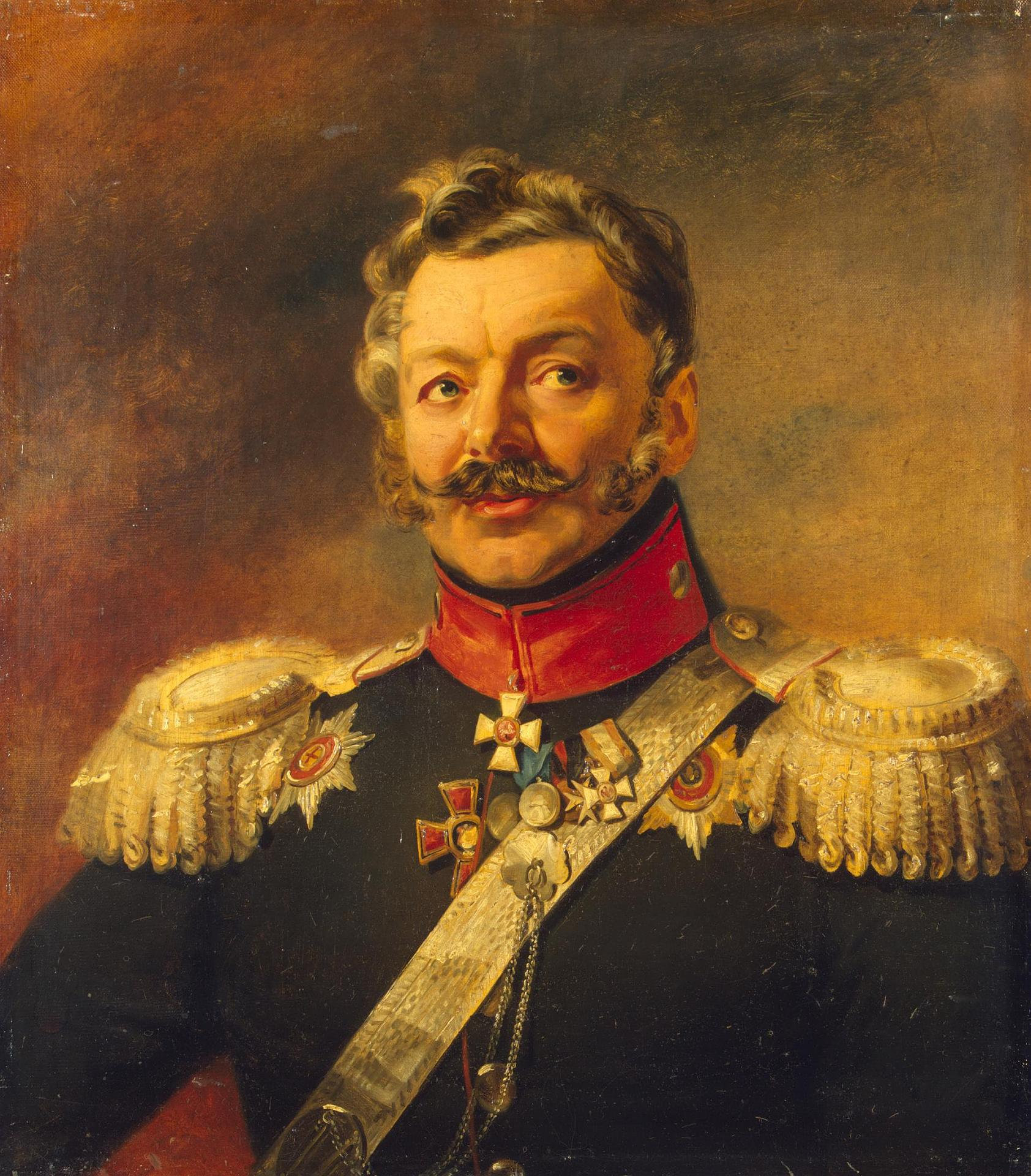
Портрет графа П. П. фон-дер-Палена в мундире Дерптского конноегерского полка. Худ. Дж. Доу, ок. 1824. Государственный Эрмитаж

24 июля 1806 года приказано выделить 2-й эскадрон Нижегородского драгунского полка и 3-й эскадрон Борисоглебского драгунского полка и, дополнив их рекрутами, сформировать в Вязьме и Гжатске 5-эскадронный Дерптский драгунский полк, зачисленный в 16-ю дивизию. На 1807 год 3 эскадрона расквартированы в Поречье, 2 эскадрона — в Духовщине.
27 августа 1806 года учреждён запасный полуэскадрон; 8 ноября 1810 года упразднён.
30 ноября 1807 года полку пожалованы простые штандарты образца 1803 года, один белый с зелёными углами и четыре зелёных с белыми углами, с золотым шитьём и бахромой.
17 декабря 1812 года полк переименован в Дерптский конноегерский полк. Штандарты велено сдать на хранение.
27 декабря 1812 года приказано привести полк в состав 6 действующих и 1 запасного эскадронов.
С 1817 года полк расквартирован в Воронеже.
20 декабря 1828 года на гербы и пуговицы присвоен № 4.
18 октября 1829 года вместо запасного эскадрона приказано образовать пеший резерв.
2 апреля 1833 года приказано полк расформировать, в соответствие с Положением о переформировании кавалерии от 21 марта 1833 года.  1-й и 2-й эскадроны переданы в Сумский гусарский полк, 3-й и 4-й эскадроны и пеший резерв — в Кинбурнский драгунский полк, 5-й и 6-й эскадроны — в Гусарский генерал-фельдмаршала графа Витгенштейна полк, где образовали 4-е дивизионы этих полков.

## Боевые действия
В ходе русско-турецкой войны полк принял участие 4 сентября 1809 года в бою у Рассевата, 10 октября — в бою при с. Татарице, 8 июля 1810 года — в бою при Дерекиой, 23 июля — в битве при Шумле, и 26 августа — в сражении при Батине.
С началом Отечественной войны 1812 года полк состоял в Дунайской, затем — в 3-й Западной армии, участвовал в сражении на Березине. В кампанию 1813 года полк в составе 1-го кавалерийского корпуса Резервной армии. Участвовал в сражениях при Кёнигсварте и Бауцене, затем на р. Кацбах. Особо отличился в Битве народов под Лейпцигом 4 октября 1813 года и в сражении при Фер-Шампенуазе 13 марта 1814 года.
Во время русско-турецкой войны в 1828 году полк принимал участие в боях на балканском театре военных действий.
В 1831 году полк участвовал в усмирении польского восстания.

## Знаки отличия
21 февраля 1816 года Дерптскому конноегерскому полку, в воздаяние отличных подвигов, оказанных в сражениях при Лейпциге 4 октября 1813 года и Фер-Шампенуазе 13 марта 1814 года, пожалованы Серебряные трубы с надписью «Дерптскому конноегерскому полку, 21-го Февраля 1816 года».
После расформирования полка в 1833 году трубы переданы, в равном количестве, в 4-е дивизионы Кинбурнского драгунского полка и Гусарского генерал-фельдмаршала графа Витгенштейна полка. В дальнейшем трубы, переданные в Кинбурнский драгунский полк, сданы на хранение.

## Шефы полка
- 24.08.1806 — 05.10.1806 — генерал-майор барон Меллер-Закомельский, Фёдор Иванович
- 05.10.1806 — 30.08.1808 — полковник (с 24.05.1807 генерал-майор) Воинов, Григорий Саввич
- 30.08.1808 — 01.09.1814 — генерал-майор граф фон дер Пален, Павел Петрович

## Командиры полка
- 27.06.1807 — 15.08.1809 — подполковник (с 12.12.1807 полковник) Потлог, Иван Павлович
- 08.03.1810 — 27.04.1812[Комм. 1] — подполковник (с 06.09.1810 полковник) Калышкин
- 18.07.1813 — 30.08.1816 — полковник Дроздовский, Роман Антонович
- 30.08.1816 — 02.11.1821 — полковник Сонин, Владимир Иванович
- 02.11.1821 — 25.06.1827 — полковник граф Гудович, Михаил Васильевич
- 01.07.1827 — 05.12.1829[Комм. 2] — подполковник Гикельгофен
- 06.12.1829 — 02.04.1833 — подполковник (с 11.03.1830 полковник) Коробанов, Владимир Петрович

## Комментарии
1. ↑  Умер в должности. Высочайшим приказом от 27.04.1812 исключен из списков умершим.
2. ↑  Умер в должности. Высочайшим приказом от 05.12.1829 исключен из списков умершим.